# World of Warcraft
World of Warcraft, spesso indicato con l'acronimo WoW, è un videogioco MMORPG sviluppato da Blizzard Entertainment e pubblicato nel 2004 da Vivendi Universal per Windows e macOS; il titolo è giocabile esclusivamente con il pagamento di un canone e con l'utilizzo di una rete internet.
World of Warcraft è l'MMORPG più giocato al mondo, con circa 5,2 milioni di iscrizioni attive all'ottobre del 2017 (il picco massimo è stato di 12 milioni nell'ottobre del 2010). I server di gioco, originariamente disponibili solo in inglese, francese e tedesco, sono stati successivamente tradotti anche in spagnolo, cinese, coreano, russo, portoghese e italiano (quest'ultimo dal 29 agosto 2012).
World of Warcraft è ambientato nell'universo di Warcraft, e riprende l'omonima serie di videogiochi strategici in tempo reale.

## Trama
Intenta a stabilirsi a Durotar, l'Orda di Thrall ha espanso le sue file invitando i non morti Reietti ad unirsi insieme a Orchi, Tauren e Troll. Nel frattempo, i Nani, gli Gnomi e gli antichi Elfi della notte diedero la loro lealtà all'Alleanza, guidati dal regno umano di Roccavento. Dopo che il re Varian Wrynn è misteriosamente scomparso, il Gran Guerriero Bolvar Domadraghi prende il suo posto come reggente, ma il suo servizio venne influenzato dal controllo mentale del drago nero Onyxia, che regnava in incognito come una nobildonna umana di nome Lady Katrana Prestor. Mentre degli eroi investigavano sulle manipolazioni di Onyxia, l'antico signore elementale del fuoco Ragnaros riemerse per mettere in pericolo sia l'Orda che l'Alleanza. Gli eroi di entrambe le fazioni si uniscono e insieme sconfiggono Onyxia e rimandano Ragnaros sul Piano Elementale.
Assalto alla fortezza dell'Ala Nera
Nel profondo del Massiccio Roccianera, il drago nero Nefarian conduceva esperimenti contorti con il sangue degli stormi dei draghi. Intento a usare l'intera area per i suoi fini, Nefarian prende al suo servizio l'Orda Oscura, un esercito di Orchi ancora legati alla demoniaca sete di sangue della vecchia Orda, e che insieme a Troll e ad altre razze combatterono contro Ragnaros e i Nani Ferroscuro per il controllo della montagna. Nefarian riesce a creare i draghi cromatici e una legione di altre aberrazioni nel tentativo di formare un esercito abbastanza potente da controllare Azeroth e continuare l'eredità del suo famigerato padre: Alamorte, il Distruttore. Alcuni eroi di Alleanza e Orda, tuttavia, fanno irruzione nella montagna sconfiggendo gran parte delle forze dell'Orda Oscura, compreso il loro Capoguerra Rend Manonera, figlio di Manonera, il Capoguerra della prima Orda, fino a raggiungere la fortezza dell'Ala Nera dove sconfiggono lo stesso Nefarian, mettendo così la parola fine alla vicenda.
Le porte di Ahn'Qiraj
La grande fortezza desertica di Ahn'Qiraj, a lungo chiusa dietro il Muro dello Scarabeo, era la dimora degli insettoidi Qiraji, una razza selvaggia che un tempo aveva organizzato un assalto per devastare il continente di Kalimdor. Ma dietro le mura di Ahn'Qiraj si nascondeva qualcosa di molto più sinistro: il Dio Antico C'Thun, un'antica entità il cui pervasivo male aveva soffocato Azeroth in tempi immemorabili. Mentre C'Thun incita i Qiraji alla frenesia, sia l'Alleanza che l'Orda si preparano per un massiccio sforzo bellico. Una forza mista di soldati dell'Alleanza e dell'Orda, soprannominata la Potenza di Kalimdor, apre le porte di Ahn'Qiraj sotto il comando dell'Orco Varok Faucisaure e assedia le rovine e i templi di Ahn'Qiraj riuscendo a sconfiggere C'Thun.
L'Ombra della Necropoli
Il Re dei Lich, cercando di diffondere più in fretta la piaga della non morte su Azeroth, dona a uno dei suoi più grandi servi, il lich Kel'Thuzad, la cittadella volante di Naxxramas come base delle operazioni per il Flagello. Gli attacchi coerenti delle fazioni della Crociata Scarlatta e dell'Alba d'Argento hanno indebolito le difese della fortezza galleggiante, consentendo a un'incursione di eroi di penetrarvi all'interno e portando alla sconfitta di Kel'Thuzad. Tuttavia, un traditore tra i ranghi dell'Alba d'Argento fugge con i resti maledetti di Kel'Thuzad verso Nordania, dove il lich caduto viene rianimato.

### The Burning Crusade
Il Signore della Rovina Kazzak riaprì il Portale Oscuro verso le Terre Esterne, inondando Azeroth con i famelici della Legione Infuocata. L'Alleanza e l'Orda organizzarono due spedizioni, insieme ai loro nuovi alleati, rispettivamente i Draenei e gli Elfi del sangue, e attraversarono il portale per fermare l'invasione alla sua fonte. Sulla Penisola di Fuoco Infernale, l'Alleanza ha ritrovato molti dei loro eroi che avevano attraversato il portale molti anni prima, mentre l'Orda entra in contatto con i Mag'har- Orchi non corrotti dalla vilmagia che non avevano partecipato all'invasione originale di Azeroth. La spedizione nelle Terre Esterne trascina ulteriormente gli eserciti di Orda e Alleanza in conflitto con gli agenti della Legione e i luogotenenti di Illidan Grantempesta, che aveva rivendicato il regno distrutto come suo. Assediando la Cittadella di Fuoco Infernale un gruppo di eroi riescono a sconfiggere i componenti della Vilorda - Orchi corrotti ulteriormente dal Signore delle Fosse Magtheridon - nonché lo stesso Signore delle Fosse fatto prigioniero da Illidan nei sotterranei della fortezza e il Capoguerra Kargath Manotagliente.
Il Tempio Nero
Nella sua ricerca di regnare su tutte le Terre Esterne, Illidan il Traditore aveva stabilito una possente roccaforte per le sue forze all'interno del Tempio Nero, un'ex cittadella dei Draenei. Quando però i suoi migliori luogotenenti cominciano a venire sconfitti uno dopo l'altro - tra cui la sovrana dei Naga Illidari Lady Vashj e il traditore ex leader degli Elfi del sangue Kael'thas Solealto - dai soldati delle due fazioni, la sua influenza sui restanti comincia a svanire. Questa era l'occasione che Akama, un saggio Draenei devoluto dalle energie demoniache che hanno generato la razza dei Corrotti, stava aspettando per ribellarsi contro il sedicente "Signore delle Terre Esterne": liberando l'antica carceriera di Illidan, la stoica Elfa della notte Maiev Cantombroso, Akama aiuta un gruppo di eroi ad infiltrarsi nella sede del potere di Illidan ponendo fine una volta per tutte al regno del Traditore.
Le divinità di Zul'Aman
Dopo anni di battaglie a fianco della vecchia Orda, il signore della guerra troll Zul'jin si ritirò nella città di Zul'Aman, capitale dei troll Amani, dove invocava misteriosi poteri oscuri per ricostruire il suo esercito. Mentre gli occhi di Azeroth erano concentrati sulla lotta contro la Legione Infuocata e la spedizione nelle Terre Esterne, dei cercatori di tesori invadono Zul'Aman, riaccendendo l'odio di Zul'jin per il mondo esterno, in particolare verso gli Alti Elfi di Quel'Thalas. Dopo aver saputo che questi ribattezzatisi "Elfi del Sangue" erano diventati parte dell'Orda in sua assenza, Zul'jin, infuriato, dichiara guerra sia all'Orda che all'Alleanza. Per ottenere il sopravvento, Zul'jin tenta di risvegliare antiche divinità animali per sfruttare il loro potere, ma viene ucciso da un gruppo di eroi prima che i suoi piani possano giungere a buon fine.
La furia del Pozzo Solare
Ancora preso dalla sua sconfitta nelle Terre Esterne, Kael'thas Solealto torna nella città degli Elfi del Sangue di Lunargenta. Piuttosto che portare il suo popolo alla gloria come aveva promesso, il principe caduto in disgrazia li tradì: Kael'thas decide di usare il leggendario Pozzo Solare, fonte del potere magico degli Elfi del Sangue, per convocare il signore dei demoni Kil'jaeden su Azeroth. Aiutato da una squadra congiunta di Elfi del sangue e Draenei, gli eroi dell'Offensiva del Sole Infranto, con l'aiuto del drago Kalecgos e della forma mortale del pozzo stesso, Anveena, riescono a fermare sia Kael'thas che Kil'jaeden, anche se Anveena si sacrifica nel processo. Il profeta Draenei Velen usa quindi l'energia del naaru M'uru per riaccendere e purificare il Pozzo Solare.

### Wrath of the Lich King
A seguito della ristorazione del Pozzo Solare, un periodo di silenzio sospetto passò per il mondo. All'improvviso, però, il Flagello dei non-morti lancia un massiccio assalto contro le città di Azeroth, questa volta estendendo la sua portata ben oltre i Regni Orientali. Sotto la pressione di rispondere con un esercito completo, il Capoguerra Thrall schiera una spedizione a Nordania guidata da Garrosh Malogrido, il figlio di Grommash. Nel frattempo Varian Wrynn finalmente torna alla città di Roccavento reclamando la sua corona, e come Thrall organizza un altrettanto potente esercito dell'Alleanza, comandato da Bolvar Domadraghi, per sconfiggere il Re dei Lich - e qualsiasi altra forza dell'Orda che avrebbe ostacolato il loro cammino. L'Alleanza e l'Orda riescono a sbarcare a Nordania e a incontrarsi nella regione di Dracombra dove, guidate da Bolvar e Dranosh Faucisaure, conducono un'offensiva combinata al Cancello dell'Ira, l'ingresso della fortezza della Rocca di Corona di Ghiaccio del Re dei Lich. Arthas appare di persona contro coloro che lo hanno sfidato, e con un singolo colpo della sua spada Gelidanima riesce a uccidere Dranosh e a rubargli l'anima. Prima, però, che il vero scontro possa avere inizio il Gran Speziale Putress e i suoi seguaci dell'Accademia Reale degli Speziali lanciano su tutti i presenti una nuova piaga che uccide amici e nemici; la piaga viene, però, fermata dallo Stormo dei Draghi Rossi guidati dalla loro regina Alexstrasza. Allo stesso tempo il Signore del Terrore Varimathras prende Sepulcra con un colpo di Stato che quasi costa la vita a Sylvanas Ventolesto. Gli usurpatori in seguito vengono uccisi per le loro vili azioni da parte degli eserciti di Alleanza e Orda e la capitale dei Reietti viene riconquistata. La sconfitta tuttavia ha creato sospetti nell'Orda riguardo alla lealtà di Sylvanas; inoltre, al Cancello dell'Ira molti coraggiosi soldati dell'Alleanza sono morti per mano dei Reietti traditori, compreso il caro amico di Varian, Bolvar. Varian, che era sempre stato diffidente nei confronti degli Orchi, scopre che l'Accademia Reale degli Speziali aveva sviluppato la nuova piaga per anni. Gli eventi accaduti durante la battaglia di Sepulcra convincono il re umano che l'Orda era stata lasciata senza controllo per troppo tempo e ne diventa ostile per il resto della campagna a Nordania.
I segreti di Ulduar
La marcia degli eserciti dell'Orda e dell'Alleanza attraverso Nordania porta a numerose vittorie, ma questi successi impallidiscono dopo la scoperta fatta dall'esploratore Brann Barbabronzea all'interno dell'antico complesso dei Titani di Ulduar. Questa misteriosa fortezza era stata a lungo la prigione del Dio Antico Yogg-Saron, un essere di insondabile malvagità la cui influenza si era diffusa nel continente stesso. Tuttavia, le sentinelle che tenevano imprigionato Yogg-Saron cominciarono a malfunzionare, e l'influenza del Dio Antico corruppe i guardiani di Ulduar. Con l'aiuto di Brann, piccoli gruppi formati dai campioni dell'Alleanza e dell'Orda si infiltrano a Ulduar per affrontare Yogg-Saron, il quale cerca di fermare gli invasori con visioni criptiche: la creazione millenaria di un artefatto noto come Anima del Drago, l'assassinio dl re Llane a Roccavento e un scorcio del futuro del Re dei Lich. Tuttavia, gli eroi riescono a prevalere e a distruggere Yogg-Saron.
La chiamata del Crociato
In preparazione dell'offensiva finale contro il Re dei Lich, la Crociata d'Argento (un'unione dei guerrieri dell'Ordine della Mano d'Argento e dell'Alba d'Argento) crea una base vicino a Corona di Ghiaccio per raccogliere risorse e identificare i campioni che avrebbero servito come avanguardia del loro esercito. Il Gran Signore Tirion Fordring organizza un torneo per testare potenziali eroi dell'Orda e dell'Alleanza, ma gli agenti del Flagello agiscono rapidamente per sabotare l'evento. L'attacco dei non morti culmina con l'apparizione del mostruoso Signore delle Cripte Anub'arak, che tenta di sterminare la forza d'élite di Tirion prima che possa essere radunata. Fortunatamente, gli eroi riuniti si dimostrano troppo forti per Anub'arak che viene sconfitto.
La caduta del Re dei Lich
Mentre la battaglia finale contro il Re dei Lich si avvicina, la maga umana Jaina Marefiero e la Regina Banshee Sylvanas Ventolesto si recano nel cuore gelido di Corona di Ghiaccio. Entrambe sono venute per diversi motivi: Jaina spera di scoprire se una parte del suo ex amico e amante, Arthas Menethil, era ancora viva, mentre Sylvanas desidera vendicarsi del suo vecchio nemico. Arrivate, però, nella Sala degli Specchi dove trovano Gelidanima incustodita appare loro lo spirito di Uther, il quale rivela una sconcertante verità: il Re dei Lich è l'unico in grado di tenere a bada il Flagello senza che questi dilaghi per il mondo come una forza inarrestabile. Ormai pronti alla battaglia imminente, i campioni di Azeroth prendono parte al Verdetto Cinereo, un'alleanza tra la Crociata d'Argento e i Cavalieri della Spada d'Ebano, ex Cavalieri della Morte del Re dei Lich, guidato da Tirion Fordring e iniziano l'assalto alla Cittadella di Corona di Ghiaccio sconfiggendo i suoi innumerevoli servitori. Il confronto finale con Arthas li vede coinvolti in una battaglia sulla cima di Corona di Ghiaccio dove, incredibilmente, è Arthas a uscirne vincitore, e intende rianimare i campioni come suoi servitori e farli diventare i suoi strumenti di distruzione che porteranno alla caduta di Azeroth. Tirion decide di ricorrere alle sue ultime energie della Luce Sacra, e con un colpo della spada Brandicenere spezza Gelidanima, liberando le innumerevoli anime intrappolate al suo interno, le quali bloccano il Re dei Lich, e quella di re Terenas Menethil fa risorgere i campioni affinché lo finiscano. Ricongiuntosi con il figlio morente, ma ormai redento delle sue azioni, Terenas ribadisce agli eroi che hanno trionfato la stessa verità che aveva detto Uther, ovvero che senza un Re dei Lich i non-morti del Flagello sarebbero diventati una minaccia ben più grave di quanto non lo siano ora. Inizialmente Tirion decide di diventare lui il nuovo Re dei Lich indossando l'Elmo del Dominio, ma viene fermato da Bolvar Domadraghi, fatto risorgere come non morto da Arthas ma alterato dalla fiamma dei draghi rossi, il quale decide di diventare lui il nuovo Re dei Lich, promettendo di contenere il Flagello a Nordania come suo eterno carceriere.

### Cataclysm
Alamorte il Distruttore, un tempo conosciuto come Neltharion il Custode della Terra, ha passato il tempo dopo la sua sconfitta a riprendere le forze e a tracciare il suo ardente ritorno dal piano elementale di Rocciafonda. Il suo ritorno attraverso la barriera dimensionale all'interno di Azeroth che lo porta a fuoriuscire dal gigantesco Maelstrom causa un cataclisma radicale che rimodella gran parte della superficie del mondo. Con i regni elementali ora aperti al mondo, i caotici spiriti elementali e i loro signori tirannici sono emersi per aiutare il Distruttore e il culto nichilista del Martello del Crepuscolo a creare l'Ora del Crepuscolo: la fine di tutta la vita su Azeroth. Il Cataclisma si rende anche responsabile di una serie di cambiamenti politici all'interno dell'Orda e dell'Alleanza. Lo sciamano degli Orchi Thrall decide di abbandonare il suo incarico di Capoguerra dell'Orda per aiutare meglio il mondo di Azeroth, scegliendo come suo sostituto Garrosh Malogrido. Alla ricerca di modi per raccogliere più risorse e un nuovo territorio per il suo popolo, Garrosh ha avviato numerosi attacchi brutali contro l'Alleanza, utilizzando il Cataclisma a vantaggio dell'Orda. Il re umano Varian Wrynn ha schierato molte delle sue forze per combattere l'aggressione di Garrosh, assaltando le Savane Meridionali e le Vette di Petrartiglio.
L'ascesa degli Zandalari
Allarmati dalle terribili perdite subite da tutti i Troll, la tribù Zandalari ha viaggiato in tutto il mondo per riunire la loro razza e ricostruire il loro impero un tempo potente. Gli Zandalari riescono a restaurare le città cadute di Zul'Gurub e Zul'Aman, iniziando a condurre incursioni sanguinose sui territori che una volta appartenevano a loro. La fiorente forza dei Troll spera di condurre una grande guerra contro le altre razze di Azeroth, ma l'onorevole Vol'jin della tribù Lanciascura si schiera contro i loro piani di sterminio e decide di reclutare campioni sia dell'Orda che dell'Alleanza per invadere le antiche città e fermare l'assalto.
La rabbia delle Terre del Fuoco
Dopo una feroce serie di battaglie, gli eroi di Azeroth riescono a bandire il Signore del Fuoco Ragnaros e i suoi servitori elementali dal Monte Hyjal. Ciò nonostante, le minacce a Hyjal persistono, inclusi alcuni druidi traditori che hanno abbandonato i loro alleati unendo le loro forze con gli elementali. Temendo un'altra invasione, i difensori di Azeroth tentano un disperato assalto al reame fiammeggiante di Ragnaros: le Terre del Fuoco, dove il potere del Signore del Fuoco raggiunge il suo picco. I più grandi campioni dell'Orda e dell'Alleanza, grazie anche all'aiuto di eroi come Malfurion Grantempesta, riescono a entrare nel piano elementale del fuoco e a sconfiggere definitivamente Ragnaros.
L'Ora del Crepuscolo
Al culmine della sua follia, Alamorte cerca di portare il mondo verso l'oblio del crepuscolo, un futuro devastato privo di ogni forma di vita. L'Anima del Drago, un potente artefatto perduto del passato, è l'unica arma in grado di fermare veramente il Distruttore, e così i guardiani di Azeroth - gli Aspetti Draconici - mandano dei valorosi eroi nelle pieghe del tempo per recuperarla. Nonostante siano stati attaccati dal misterioso Stormo dell'Infinito, che voleva stravolgere i momenti temporali più cruciali della storia di Azeroth, i campioni riescono a recuperare l'artefatto e a portarlo nel presente per consegnarlo al saggio sciamano Thrall. Con il suo aiuto, l'Anima del Drago viene schierata contro il Distruttore durante una brutale battaglia iniziata nei cieli di Azeroth e proseguita nel cuore pulsante del Maelstrom al centro del mondo. Attraverso gli sforzi combinati degli Aspetti e dei loro alleati, la pazzia di Alamorte viene finalmente fermata. Tuttavia, gli Aspetti rimanenti hanno deciso di sacrificare la loro immortalità per alimentare l'Anima del Drago, ma sentono che il loro tempo di guardiani di Azeroth è passato e che gli eroi dell'Alleanza e dell'Orda si sono dimostrati pronti e in grado di proteggerlo.

### Mists of Pandaria
Con la fine della minaccia di Alamorte, il Capoguerra dell'Orda Garrosh Malogrido coglie l'opportunità per colpire l'Alleanza e ampliare il territorio dell'Orda su Kalimdor. Il suo assalto ha completamente cancellato la città umana di Theramore, causando in tutto il mondo lo scoppio di nuovi episodi di violenza tra le due fazioni. Una sanguinosa battaglia navale ha portato le forze di Orda e Alleanza sulle coste dell'isola di Pandaria, comparsa in mezzo al mare, circondata dalle nebbie e non segnalata sulle mappe. Dopo aver stabilito i propri avamposti su questo continente ricco di risorse, i membri delle due fazioni si sono imbattuti nei nobili Pandaren, una delle popolazioni di Pandaria. Questa antica razza si è unita a Orda e Alleanza nella speranza di sconfiggere gli Sha, diabolici esseri oscuri risvegliatisi dalle profondità di Pandaria a causa del sanguinoso conflitto in corso.
Lo sbarco
Il conflitto tra l'Orda e l'Alleanza entra in un nuovo sanguinoso capitolo su Pandaria. Mentre gli eserciti delle due fazioni si scontrano sulle rive del continente, il Capoguerra Garrosh Malogrido ha inviato truppe scelte in cerca della Campana Divina, un manufatto dei Mogu capace di infondere nei suoi soldati un potere inimmaginabile. L'operato di Garrosh ha avuto conseguenze terribili per l'Orda, inclusa l'esplosione di violenza contro i Troll Lanciascura e l'espulsione degli Elfi del sangue dalla città dei Maghi Dalaran, un tempo neutrale. Garrosh riesce infine a impadronirsi della Campana, ma il Principe Anduin Wrynn e gli agenti segreti dell'IR:7 hanno seguito da vicino le sue mosse. Sul picco più alto del Massiccio del Kun-Lai, il coraggioso principe ha rovinato i piani di Garrosh distruggendo il leggendario manufatto dei Mogu.
Il Re del Tuono
Sullo sfondo della guerra tra Orda e Alleanza sul continente di Pandaria, i Mogu dispersi si sono messi all'opera per tornare alla loro antica, terribile gloria. Hanno rinnovato la loro storica alleanza con i Troll Zandalari, i quali hanno fatto risorgere il tirannico imperatore Lei Shen, il Re del Tuono, con la speranza di ripristinare il dominio dei Mogu sul continente. I valorosi Shandaren si sono precipitati ad affrontare il nemico creando una forza d'assalto, l'Avanzata degli Shandaren, originariamente composta da guerrieri Pandaren e in seguito supportata dagli eroi di Orda e Alleanza. Questi campioni senza paura hanno affrontato il Re del Tuono, lavorando al contempo per gli interessi della propria fazione su Pandaria: Jaina Marefiero ha guidato la Rivalsa del Kirin Tor alla ricerca della fonte di potere dei Mogu (cercando nel frattempo di tenerla nascosta all'Orda), mentre Lor'themar Theron, a capo della Furia dei Predatori del Sole, si è messo in cerca del potente arsenale dei Mogu per portare a termine il suo piano: insorgere contro il Capoguerra Garrosh Malogrido.
Insurrezione
La brama di potere di Garrosh Malogrido lo ha portato a sfregiare Pandaria, scavando nella sacra Vallata dell'Eterna Primavera in cerca di un sinistro manufatto, una decisione che ha messo l'Orda in cattiva luce agli occhi degli Shandaren e di altri importanti Pandaren. Nel frattempo a Orgrimmar, la capitale dell'Orda, il Capo Tribù Vol'jin e i Troll Lanciascura vengono dichiarati traditori e perseguitati dai Kor'kron, la guardia personale di Malogrido. La gente di Vol'jin si è ritirata a Durotar e nelle Savane per raccogliere i rifornimenti e i rinforzi necessari a scatenare una controffensiva, affidandosi all'aiuto dell'ex Capoguerra Thrall e a un fragile patto con l'Alleanza: anche quest'ultima infatti vorrebbe porre fine governo di Garrosh, anche se per motivazioni diverse da quelle dell'Orda.
L'Assedio di Orgrimmar
La spericolata sete di potere di Garrosh lo ha portato a fare l'impensabile: nel sottosuolo della Vallata dell'Eterna Primavera ha recuperato il cuore del Dio Antico Y'Shaarj per usarlo come strumento di guerra, scatenando orrori sulla valle sacra. Il Capoguerra si è anche rivoltato contro altri membri dell'Orda per creare una forza puramente orchesca. Ora questa "Vera Orda" sta accumulando forza all'interno dei bastioni di ferro di Orgrimmar, con Garrosh che ha intenzione di dimostrare la potenza della sua nuova Orda conquistando non solo l'Alleanza ma l'intera Azeroth. Dopo che i campioni hanno purificato la valle, sono chiamati a seguire la loro fazione nel portare Garrosh alla giustizia. I capi dell'Alleanza e dell'Orda assediano la capitale di Malogrido per far cadere lo spietato Capoguerra, il quale decide di utilizzare su sé stesso il potere del cuore per fermare i suoi nemici, invano. I leader di Azeroth acconsentono quindi di mandare Garrosh a Pandaria per essere processato per i suoi crimini di guerra. Vol'jin, per il suo contributo alla caduta di Garrosh, viene scelto da Thrall come nuovo Capoguerra dell'Orda. Il re Varian Wrynn decide di porre fine al conflitto con l'Orda, ma avverte che se torneranno a essere dei guerrafondai come Garrosh l'Alleanza tornerà per sconfiggerli una volta per tutte.

### Warlords of Draenor
A seguito dell'assedio di Orgrimmar, Garrosh Malogrido viene destituito come Capoguerra dell'Orda e preso in custodia dai Pandaren in modo che possa essere processato per le atrocità commesse a Pandaria. Tuttavia, prima che possa essere giudicato, Garrosh riesce a scappare con l'aiuto del drago bronzeo rinnegato Kairozdormu, viaggiando tra spazio e tempo e giungendo in una Draenor alternativa di 35 anni fa, prima dell'ascesa dell'Orda. Non appena arrivano Garrosh uccide Kairoz e procede a cambiare la storia impedendo a suo padre Grommash di bere il sangue del Signore delle Fosse Mannoroth, che aveva portato alla corruzione degli Orchi da parte della Legione Infuocata. Sotto la guida di Grommash i clan degli Orchi si uniscono nella nuova Orda di Ferro guidati dai nuovi signori della guerra: Kargath Manotagliente, perennemente assetato di sangue, lo scaltro Manonera, l'anziano Sciamano Ner'zhul e l'impavido Kilrogg Occhiotetro. L'Orda di Ferro si è impadronita quindi dei luoghi strategici di Draenor, sottomettendo gli Ogre di Altomaglio e costruendo imponenti fortificazioni, come la Fonderia dei Roccianera, per equipaggiare i suoi eserciti usando la tecnologia che Garrosh ha portato dal suo tempo. In seguito Grommash, su consiglio di Garrosh, decide di costruire un nuovo Portale Oscuro per permettere a loro di viaggiare nel tempo e assediare l'Azeroth dell'era presente. L'Arcimago Khadgar ha riunito i campioni di Alleanza e Orda, guidandoli attraverso il portale per sconfiggere l'Orda di Ferro su Draenor una volta per tutte. Insieme respingono indietro l'Avanguardia dell'Orda di Ferro nella Draenor alternativa, usando le loro stesse armi per distruggere il Portale Oscuro, ma sono successivamente costretti a fuggire dalla piena potenza dell'Orda di Ferro. L'Avanguardia di Azeroth fugge sul molo e si divide in due navi: l'Alleanza segue i Draenei nella Valle Torvaluna, dove sconfiggono Ner'zhul e assistono alla successione della Draenei Yrel come nuova guida al posto di Velen, sacrificatosi per purificare il Naaru K'ara dalla corruzione del Vuoto che lo aveva portato a essere usato come arma dallo sciamano Orco; l'Orda, invece, si unisce al clan dei Lupi Bianchi guidati da Durotan, il padre di Thrall, e venendo affiancati dal clan Teschio Ridente guidato da Kaz l'Urlatrice, riuscendo a sconfiggere il clan Spaccatuono e il loro capo Fenris Cuordilupo. In seguito, l'Alleanza e l'Orda stabiliscono le basi con dei portali per Azeroth per portare rifornimenti e soldati. L'Alleanza e l'Orda e i loro alleati su Draenor combattono contro l'Orda di Ferro, e alla fine affrontano Garrosh a Nagrand, che però riesce a farli arretrare. Le forze vengono salvate dall'intervento di Thrall che sfida Garrosh a un mak'gora - un duello d'onore che può portare alla morte. Nella battaglia che segue, Garrosh inizialmente ha il sopravvento e incolpa Thrall per i suoi fallimenti quando lo ha scelto come Capoguerra, ma Thrall ha replicato che è stato lui la causa dalle sue scelte, e in seguito uccide Garrosh usando i suoi poteri elementali. Con il creatore dell'Orda di Ferro morto, gli avventurieri dell'Alleanza e dell'Orda e i loro alleati di Draenor si apprestano a smantellarla. Irrompono nella capitale dell'Impero Gorian di Altomaglio dove sconfiggono il Signore della Guerra del clan Manomozza Kargath Manotagliente, per poi procedere contro le creazioni dell'Impero di Gorian, incluso l'imperatore Mar'Gok. Successivamente il clan Roccianera, guidato da Manonera, sfida l'Orda e l'Alleanza ad attaccare il loro dominio; la Fonderia Roccianera. Gli avventurieri accettano la sfida attraversando la fucina, distruggendo importanti macchinari dell'Orda di Ferro e bloccandone l'ulteriore crescita delle armi. Alla fine, gli avventurieri arrivano al crogiolo dove sconfiggono lo stesso Manonera.
Furia Infernale
Il fallimento di Grommash nel portare i suoi guerrieri alla vittoria promessa ha diffuso un forte dissenso tra i ranghi, e lo Stregone Gul'dan ne approfitta per offrire di nuovo a Grommash il sangue di Mannoroth; Grommash non solo rifiuta, ma attacca anche Gul'dan, venendo sottomesso. Con l'offerta del potere supremo di Gul'dan, Kilrogg Occhiotetro, il Signore della Guerra del clan Guerci Insanguinati, ignora gli avvertimenti di Grommash e beve il sangue del demone, venendo corrotto e trasformato in un mostruoso Vilorco. Gul'dan assume il controllo dell'Orda di Ferro e Grommash viene imprigionato. Resosi conto della nuova minaccia, Khadgar fa costruire una flotta navale per invadere la giungla di Tanaan e portare la lotta alla Cittadella del Fuoco Infernale per fermare Gul'dan e la sua Orda di Ferro, i quali sarebbero diventati l'avanguardia per la Legione Infuocata su Draenor. Gli eroi di Azeroth cingono d'assedio la Cittadella, attaccando da terra e dal mare, riuscendo a uccidere Kilrogg e i resti dell'Orda di Ferro e a liberare Grommash, che si offre di aiutarli. Quando finalmente arrivano davanti a Gul'dan, questi resuscita Mannoroth solo per farlo uccidere di nuovo. Gul'dan quindi evoca l'Eredar Archimonde per invadere Draneor ma, con l'aiuto di Yrel, Durotan e Grommash, gli avventurieri riescono a sconfiggere il Signore dei Demoni. Ma con il suo ultimo respiro Archimonde lancia Gul'dan attraverso un portale per l'Azeroth della linea temporale principale per compiere il suo patto con la Legione.

### Legion
Dopo la sconfitta di Archimonde alla Cittadella del Fuoco Infernale nella Draenor alternativa, lo stregone Gul'dan fu trasportato nella Azeroth della linea temporale principale. Gul'dan si avventura nella Volta delle Custodi, una prigione usata per contenere esseri pericolosi nelle Isole Disperse. Con l'aiuto della traditrice Cordona Vilcanto, Gul'dan riesce a violare le difese, e all'interno trova il corpo del cacciatore di demoni Illidan Grantempesta. Sentendo un immenso potere all'interno dei resti, Gul'dan prende la prigione di cristallo del Traditore e si dà alla fuga. Nel caos che segue, le Custodi rilasciano gli Illidari, cacciatori di demoni addestrati personalmente da Illidan, per aiutarli a combattere contro la Legione Infuocata, mentre Maiev Cantombroso, capo delle Custodi, insegue Gul'dan, il quale arriva alla Tomba di Sargeras, un ex tempio che ospitava il potere demoniaco dell'avatar del Titano Oscuro. Usando l'energia demoniaca, Gul'dan riesce ad aprire un enorme portale, consentendo in tal modo alla Legione Infuocata di invadere Azeroth. L'enorme picco di energia creato dall'arrivo della Legione allerta l'Arcimago Khadgar dell'invasione, il quale si reca nella stanza del trono di Roccavento per informare Varian Wrynn. Le invasioni demoniache arrivano su tutta Azeroth, con Alleanza e Orda che combattono per difendere le loro terre. Khadgar inizia a cercare modi per separare la Legione dalla loro fonte di potere nella Tomba di Sargeras, consultandosi con Magni Barbabronzea appena risvegliatosi e diventato un tutt'uno con la terra stessa. Magni dichiara che il suo legame innato con la terra durante il suo sonno gli ha permesso di comunicare con il nascente Titano che dorme dentro Azeroth. Solo usando i cinque Pilastri della Creazione, i potenti artefatti dei Titani, le forze di Azeroth possono respingere la Legione. Khadgar teletrasporta la città Dalaran alla torre di Karahzan per proseguire le sue ricerche. Di fronte a un numero crescente di attacchi demoniaci, l'Alleanza, l'Orda e la Crociata d'Argento si preparano a lanciare un'invasione con forze navali, aeree e terrestri verso la Tomba di Sargeras sulle Isole Disperse. Cadono, però, in una trappola ordita dai demoni, venendo fuorviati per quanto riguarda le dimensioni dell'esercito demoniaco presente nella Tomba. Ingannati nel vedere una finta opportunità per porre fine all'invasione prima che inizi veramente, le due fazioni lanciano un assalto alla Riva Perduta. Con gli iniziali progressi contro i demoni, gli eroi di Azeroth arrivano alla spiaggia e trovano i resti della Crociata d'Argento (un sopravvissuto descrive questo evento come "Il più grande esercito del mondo, distrutto in un istante."). In quel momento Gul'dan ferisce mortalmente Tirion Fordring convocando un enorme demone per attaccarlo, che viene poi sconfitto dalle forze combinate dell'Orda e dell'Alleanza. Le due fazioni si separarono a questo punto, con Varian che guida le forze dell'Alleanza alla base del tempio e Sylvanas l'Orda verso una linea di cresta che domina il campo di battaglia. Dopo aver visto l'Alleanza raggiungere la base del portale, Gul'dan svela una moltitudine di potenti comandanti della Legione, molti dei quali erano stati uccisi in passato. Allo stesso tempo, viene richiamata una massiccia forza di demoni che attacca la posizione dell'Orda. Vol'jin viene gravemente ferito, e con la battaglia che sta per volgere al peggio Sylvanas e le sue Val'kyr mettono in salvo le rimanenti forze dell'Orda. Varian e l'Alleanza, ignari della terribile situazione, credono che l'Orda li abbia abbandonati, perciò decidono di evacuare anche loro, ma Gul'dan convoca un gigantesco Abissale per impedirne la fuga. Varian decide di abbandonare la nave e distrugge il costrutto, ma viene immobilizzato dopo il combattimento, venendo poi trascinato davanti a Gul'dan che lo uccide. Dopo aver subito pesanti perdite, le forze dell'Alleanza e dell'Orda si ritirarono nelle rispettive capitali. Mortalmente ferito, Vol'jin passa il manto di Capoguerra a Sylvanas prima di soccombere. Sylvanas raduna l'Orda attorno a lei, chiedendo a chi di quelli riuniti di aiutarla a vendicare Vol'jin. Con sia l'Alleanza che l'Orda devastate dalla battaglia sulla Riva Perduta, è necessaria una nuova fonte di potere per sconfiggere la Legione. Khadgar decide quindi di trovare i Pilastri della Creazione usando Dalaran come base principale sopra le Isole Disperse. Gli eroi che hanno risposto alla sua chiamata attraversano così l'intera isola superando le varie insidie che le infestano: purificano il Sogno di Smeraldo dall'Incubo, ponendo fine alla corruzione dell'albero del mondo da parte di Xavius; entrano in Helheim per uccidere Helya, liberare Odyn dalla sua maledizione e liberare l'anima di Illidan dal suo controllo; impediscono ai Vrykul alleati della Legione di prendere uno degli artefatti in possesso di Odyn stesso. Durante gli eventi, due personaggi che si pensava fossero andati perduti, Alleria Ventolesto e Turalyon appaiono con un messaggio dell'Esercito della Luce, dimostrando che un altro gruppo stava combattendo contro la Legione.
Ritorno a Karazhan
Khadgar scopre che gli agenti della Legione Infuocata stanno conquistando Karazhan, antico bastione del potere di Medivh, nella speranza di ritrovare oggetti e incantesimi in grado di volgere le sorti della battaglia a loro favore. Khadgar e un manipolo di eroi riescono a fermare questa minaccia, dando alle armate che ancora combattevano sulle Isole Disperse un prezioso vantaggio tattico per passare al contrattacco. Guidate da Tyrande, Lady Liadrin e dalla Prima Arcanista Thalyssra, le forze di Alleanza e Orda entrano nel conflitto civile dei Nobili Oscuri di Suramar, divenuti i nuovi alleati della Legione ma creando anche un fronte di resistenza, liberando la città dai demoni per poi confrontarsi con la Gran Magistra Elisande. In seguito raggiungono finalmente Gul'dan sulla Rocca della Notte, dove è presente il Pozzo Oscuro, fonte del potere sulla magia arcana dei Nobili Oscuri generato da uno dei Pilastri della Creazione: l'Occhio di Aman’thul. Gli eroi riescono a sconfiggere Gul'dan, il quale viene in seguito finito da un ritornato Illidan, che intima ai campioni di Azeroth di seguirlo nella sua crociata contro la Legione.
La Tomba di Sargeras
Mentre l'Alleanza e l'Orda celebrano la loro vittoria, la Legione Infuocata invade la Riva Perduta per iniziare la sua piena invasione di Azeroth. Dopo aver combattuto le forze di invasione, gli eroi entrano nella Tomba di Sargeras per porre fine alla presenza della Legione su Azeroth, trovando a ostacolarli Kil'jaeden, il quale decide di portarli su Argus, sede della Legione Infuocata ed ex patria dei Draenei, per sconfiggerli definitivamente, ma gli sforzi combinati di Khadgar, Velen, Illidan e dei campioni di Azeroth portano l'Ingannatore alla sconfitta. Illidan decide di usare un potente artefatto chiamato Chiave di Sargeras per aprire una spaccatura tra Argus e Azeroth, deciso a completare la sua missione una volta per tutte. Velen convoca l'Alleanza e l'Orda per viaggiare a bordo della Vindicaar e arrivare su Argus, dove nella regione di Krokuun scoprono i Draenei sopravvissuti rimasti su Argus e l'Esercito della Luce, inclusi Turalyon e Alleria. I campioni di Azeroth guadagnano terreno su Argus, salvando il primo Naaru inattivo, Xera. Tuttavia, viene distrutta da Illidan dopo che lei tenta di forzare la sua profezia secondo cui egli è il figlio di luce e oscurità che avrebbe posto fine alla Legione. In quel momento arriva anche Magni, che è in grado di comunicare con l'anima del mondo di Argus, e apprende che Aggramar, uno dei Titani, è stato corrotto e serve Sargeras. Scopre anche che gli altri Titani sono vivi ma vengono torturati ad Antorus, il trono ardente. Eonar, l'unico Titano libero, rivela a Magni che si sta nascondendo da Sargaras poiché ha bisogno dei suoi poteri. Gli eroi si dirigono verso Antorus e iniziano la battaglia finale contro la Legione, sconfiggendo i suoi campioni, salvando Eonar e liberando Aggramar. I rimanenti Titani vengono liberati e tentano di purificare l'anima del mondo di Argus, tuttavia è troppo corrotto, quindi gli eroi sono costretti a uccidere il nuovo titano, Argus l'Abbattuto. In quel momento scoprono che Sargeras è ad Azeroth e sta iniziando a distruggerlo conficcando la sua enorme spada nel pianeta, ma non riesce nel suo intento in quanto viene trascinato via dai Titani prima di terminare. Gli eroi tornano a casa, con Illidan che rimane indietro per affrontare Sargeras nella sua prigione. A Roccavento Anduin Wrynn loda la vittoria sulla Legione Infuocata e diventa il nuovo re di Roccavento. Mathias Shaw informa Anduin che l'Orda ha inviato i Goblin a Silithus, dove si trova la lama di Sargeras, e hanno estratto strani cristalli. Anduin invia le forze dell'Alleanza a indagare. Nel frattempo, l'Orda si riunisce per una festa celebrativa. Mentre vengono pronunciati i discorsi sulla vittoria, Gallywix conferisce con Sylvanas e le rivela dei cristalli che i suoi lavoratori hanno trovato. Sylvanas invia quindi alcune forze dell'Orda per aiutare l'estrazione. Mentre le due fazioni si scontrano a Silithus, Magni scopre che i cristalli sono Azerite, il sangue cristallizzato di Azeroth stessa, ma l'Alleanza e l'Orda vogliono rivendicarli tutti.

### Battle for Azeroth
Pur di ottenere il monopolio dell'Azerite a Silithus, Sylvanas decide di imporre il domino dell'Orda su tutto il continente di Kalimdor, dando luogo a diversi scontri che culminano con la distruzione della casa degli Elfi della Notte Darnassus. Tale azione, però, non viene vista di buon'occhio da molti membri dell'Orda stessa, tra cui il vecchio guerriero Varok Faucisaure, portando a riaccendere il conflitto tra Orda e Alleanza: quest'ultima, infatti, risponde mobilitando le sue forze, guidate da Anduin, per occupare Sepulcra, un tempo la capitale umana di Lordaeron. Benché riescano a vincere la battaglia, Sylvanas satura l'intera struttura con una nuova piaga, facendo sì che non possa più essere utilizzata. Con questo scambio di colpi, L'Orda ha così il quasi totale controllo di Kalimdor mentre l'Alleanza dei Regni Orientali. L'alleanza decide di ottenere l'assistenza della nazione umana di Kul Tiras per far fronte alla guerra, ma i negoziati, guidati da Jaina, si rivelano un disastro in quanto Katherine Marefiero, Ammiraglio Supremo di Kul Tiras e madre di Jaina, non solo rifiuta la richiesta di aiuto dell'Alleanza, ma ordina anche che Jaina sia arrestata ed esiliata per il suo ruolo avuto nella morte di suo padre Daelin durante la Terza Guerra. Diventa subito evidente che Kul Tiras è immersa nella corruzione e nelle minacce esterne, quindi Anduin e Genn Mantogrigio inviano i campioni dell'Alleanza per aiutare i Kul Tirani e guadagnare la loro fiducia. Ad aiutarli in questa impresa ci sono Flynn Ventofermo, un corsaro "in pensione", e Taelia Domadraghi, figlia idealista di Bolvar Domadraghi, ex Gran Signore di Roccavento e attuale Re dei Lich. L'Alleanza riesce a guadagnare la fiducia di Kul Tiras combattendo i pirati della traditrice Priscilla Bracescura nella Baia di Tiragarde, i Naga e gli agenti corrotti della regina Azshara nella Valle dei Sacraonda e le forze occulte dell'antico e spettrale signore della guerra Gorak Tul a Drustvar. Dopo che queste minacce sono state sconfitte, Katherine rimane scoraggiata dalla sua incapacità di guidare il suo popolo e decide di aiutare l'Alleanza a trovare Jaina e a riconciliarsi con lei. L'Alleanza riesce a rintracciare l'Arcimaga nell'isola carceraria di Fine del Destino, dove un sopravvissuto Gorak Tul l'ha rapita e la tormenta con visioni dei suoi fallimenti passati. I campioni dell'Alleanza e Katherine distruggono Gorak Tul una volta per tutte e salvano Jaina, che è finalmente in grado di lasciar andare l'odio, la rabbia e l'ossessione per il passato che l'ha definita sin dalla distruzione di Theramore. L'Alleanza e i Marefiero si uniscono per difendere la capitale di Boralus da un massiccio assedio pirata, dopo di che Jaina viene nominata nuovo Ammiraglio Supremo e assicura la marina di Kul Tiras all'Alleanza. Nel frattempo, l'Orda riesce a salvare la principessa degli Zandalari, Talanji, dalle Segrete di Roccavento, che decide di portare i Troll Zandalari dalla loro parte, anche se suo padre, Re Rastakhan, inizialmente si rifiuta di ascoltarla, per poi cambiare idea, al punto da stringere un patto con il loa della morte Bwonsamdi per proteggere la propria discendenza in cambio del loro eterno servizio nei suoi confronti. L'Orda assiste, così, Rastakhan e la sua corte nell'affrontare le minacce locali a Zuldazar, combattendo contro i Troll del sangue a Nazmir e affrontano i cultisti di un Dio Antico a Vol'dun. Durante il loro viaggio, l'Orda apprende gradualmente che il Dio Antico si chiama G'huun, un essere artificiale creato accidentalmente dai Titani, divenuto la divinità protettrice dei Troll del sangue, i quali, insieme ai Sethekk, cercano di liberarlo dalla sua prigione di Uldir in modo che possano usarlo per governare Azeroth, e a tal fine resuscitano il suo campione, C'thrax Mythrax, per distruggere il sigillo di Uldir. Lo stesso capo consigliere di Rastakhan, il profeta Zul, si rivela essere il leader segreto dei Troll del sangue e lancia una rivolta armata contro Rastakhan. Con l'aiuto dei campioni dell'Orda, Rastakhan è in grado di sconfiggere Zul e le sue forze, ma non prima che Mythrax distrugga il sigillo di Uldir. Con il sigillo rotto, il pieno potere di G'huun inizia a manifestarsi. I campioni sia dell'Orda che dell'Alleanza si avventurano nel profondo di Uldir e affrontano i campioni di G'huun, tra cui Mythrax e un resuscitato Zul, prima di uccidere lo stesso Dio del sangue. Con l'eliminazione della minaccia di G'huun, l'Orda e l'Alleanza riportano la loro attenzione sulla guerra.
Maree di Vendetta
Mentre l'Orda recupera lo Scettro delle Maree, un artefatto leggendario in grado di controllare i mari, l'Alleanza smantella una potenziale alleanza tra Sylvanas e i vampirici elfi San'lyan. L'Alleanza inizia a prepararsi per un attacco preventivo contro Zandalar, con l'obiettivo di paralizzare la Flotta d'oro prima che possa essere usata contro l'Alleanza. Alla fine, l'Alleanza termina i suoi preparativi e lancia un attacco alla capitale Zandalari di Dazar'alor, con l'obbiettivo di recidere l'alleanza tra gli Zandalari e l'Orda, smantellando la Flotta d'oro con degli esplosivi e catturando Rastakhan. Nonostante il desiderio di Anduin e Jaina di catturarlo vivo, Rastakhan decide di lasciarsi sopraffare dal potere del suo patto con Bwonsamdi per non cedere il proprio regno, e i campioni dell'Alleanza sono costretti a ucciderlo. Infuriati per la morte di Rastakhan, i campioni dell'Orda lanciano un violento contrattacco alle forze dell'Alleanza in ritirata, la quale si conclude con Jaina e Meccatork che vengono gravemente feriti. Nel frattempo, Tyrande Soffiabrezza e Malfurion Grantempesta diventano impazienti di liberare Rivafosca dal controllo dell'Orda, scegliendo infine di iniziare l'offensiva da soli senza il consiglio di Anduin. Per massimizzare le loro possibilità, Tyrande subisce un rituale per trasformarsi nel Guerriero della Notte, l'avatar degli aspetti più irati e bellicosi di Elune. Per contrastare ciò, Sylvanas ordina che diversi eroi degli Elfi della Notte caduti durante la caduta di Teldrassil vengano resuscitati come Ranger oscuri per rafforzare le sue forze. All'inizio della battaglia per Rivafosca, sia l'Alleanza che l'Orda rimangono scioccate da un nuovo sviluppo: il Gran Supremo Varok Faucisaure, che era stato sconfitto e catturato nella Battaglia di Lordearon, è improvvisamente sfuggito alla prigionia dell'Alleanza ed è in fuga. Sylvanas invia campioni dell'Orda per rintracciare Faucisaure, apparentemente per scortarlo. Tuttavia, diventa presto evidente che il gruppo di ricerca è in realtà una squadra di assassini, poiché Sylvanas sospetta che egli collabori con l'Alleanza nel tentativo di detronizzarla. Mentre alcuni campioni dell'Orda scelgono di schierarsi con Faucisaure e aiutarlo a fuggire dagli assassini, altri campioni rimangono fedeli a Sylvanas e denunciano il tradimento suo e dei campioni dissidenti. Mentre la leadership dell'Alleanza discute della loro prossima mossa, Sylvanas, infuriata dalla sconfitta dell'Orda, fa risorgere il fratello morto da lungo tempo di Jaina, Derek Marefiero, come Reietto, un atto che terrorizza i capi dell'Orda sopravvissuti, con l'intento di usarlo come agente dormiente per distruggere la famiglia Marefiero dall'interno. Incapace di tollerare le tattiche disonorevoli di Sylvanas, Baine Zoccolo Sanguinario si ribella contro di lei e, con l'aiuto del sacerdote reietto Arthur Zelling, porta di nascosto Derek fuori dal territorio dell'Orda con l'intento di riportarlo a Jaina. Mentre Derek viene restituito con successo all'Alleanza, il "tradimento" di Baine viene scoperto da Sylvanas e dai suoi lealisti, portando all'esecuzione di Zelling e all'incarcerazione del Gran Capo Tribù. Dopo essere fuggito dalla prigione di Roccavento con l'aiuto di Anduin, Faucisaure si reca a Nagrand nelle Terre Esterne per cercare l'aiuto di Thrall, che si nascose durante l'ultima invasione della Legione Infuocata. Dopo aver inizialmente rifiutato di aiutare l'Orda e rimanere nascosto con la sua famiglia, Thrall è infine convinto a combattere dopo che lui e Varok vengono attaccati da due assassini inviati da Sylvanas. Qualche tempo dopo, Lor'themar Theron, Reggente degli Elfi del Sangue, apprende che Baine sarà presto messo a morte per le sue azioni contro Sylvanas. Non disposto a permetterlo, Lor'themar arruola i campioni dell'Orda per trovare Baine e salvarlo dall'esecuzione. Mentre i campioni lealisti dell'Orda si affrettano a denunciare il "tradimento" di Lor'themar a Nathanos Selvamorta, i campioni ribelli dell'Orda si incontrano con Faucisaure e Thrall per salvare Baine. Quando arrivano, ricevono un supporto inaspettato da Jaina, il Maestro spia Mathias Shaw e dai campioni dell'Alleanza, poiché Anduin ritiene che la sopravvivenza di Baine sia fondamentale per l'eventuale pace tra l'Orda e l'Alleanza. Le forze combinate si fanno strada attraverso le forze di Sylvanas e recuperano con successo Baine a Picco del Tuono. In seguito, mentre Thrall nota amaramente come ogni tentativo di riconciliazione tra l'Alleanza e l'Orda alla fine si sia conclusa in un completo fallimento, Jaina gli assicura che questa volta c'è speranza per un vero cambiamento.
Ascesa di Azshara
Nel frattempo, il Santuario delle tempeste nella Valle dei Sacraonda, che era rimasto inattivo dopo che i campioni dell'Alleanza avevano messo in rotta le forze della regina Azshara, improvvisamente inizia a mostrare segni di attività. Xal'atath, un antico pugnale collegato a un Dio Antico che aveva avuto un ruolo nella guerra contro la Legione Infuocata, viene trovato dai campioni di Alleanza e Orda. Xal'atath li costringe a consegnare potenti reliquie a N'Zoth, l'ultimo Dio Antico e patrono della regina Azshara, che li sfida a mettere alla prova il loro coraggio contro i suoi campioni nelle parti più profonde del Santuario. I campioni accettano con riluttanza la sfida di N'Zoth e rivendicano le reliquie per sconfiggere i suoi campioni. All'indomani della battaglia, con grande sorpresa dei campioni, lo spirito che risiede in Xal'atath scompare, essendo stato liberato da N'Zoth. I campioni dell'Orda decidono di portare il pugnale ora inerte a Sylvanas, con grande preoccupazione dell'Alleanza. Successivamente, Sylvanas manda Nathanos, Lor'themar Theron e Thalyssra in mare aperto con i resti della flotta dell'Orda per scopi sconosciuti. Sentendo questo, l'Alleanza invia la propria flotta guidata da Jaina e Mantogrigio a inseguirli. Tuttavia, nel mezzo dell'inseguimento, la regina Azshara usa la Pietra delle maree per evocare un gorgo che risucchia entrambe le flotte, portandole nella capitale sottomarina dei Naga, Nazjatar, e costringendo i membri delle due fazioni a lavorare insieme per sopravvivere all'assalto dei Naga. Collaborando tra di loro, i campioni di Alleanza e Orda sono in grado di prendere la Pietra delle maree e usarla per aprirsi la strada al palazzo di Azshara, e sotto la guida di Lor'themar e Jaina combattono contro i suoi più forti servitori prima di affrontare la stessa regina Naga, che improvvisamente ruba il Cuore di Azeroth, un artefatto che i campioni dell'Orda e dell'Alleanza hanno usato nel tentativo di curare Azeroth dopo che Sargeras aveva piantato la sua spada nel pianeta, usando il suo potere accumulato per rompere il sigillo di N'Zoth. Dopo una titanica battaglia, Azshara viene sconfitta, ma prima che i campioni possano finirla, N'Zoth si libera dalla sua prigione e trascina Azshara nel Vuoto, dichiarando minacciosamente che "tutti gli occhi saranno aperti". Rendendosi conto che la guerra tra Alleanza e Orda è sempre stata una distrazione dal piano generale di N'Zoth, Jaina e Lor'themar decidono di rovesciare Sylvanas, quindi uniscono le loro forze in vista dello scontro contro il Dio Antico. Con il loro numero in calo, i restanti leader dell'Orda e dell'Alleanza decidono di riunirsi in un incontro segreto. Anduin, Faucisaure, Jaina, Thrall, il campione dell'Orda Rexxar, Lor'themar, Mayla Altomonte e Zekhan radunano i loro soldati rimasti per un ultimo confronto contro Sylvanas. Sebbene Varok sia titubante, il re dell'Alleanza gli assicura che la loro lotta non è solo per proteggere sé stessi, ma anche per proteggere Azeroth. Le forze congiunte marciano sulle porte di Orgrimmar. Quando arrivano, incontrano dozzine di guardie reietti pronte a difendere la loro regina. Faucisaure sfida Sylvanas a un Mak'gora per rivendicare il comando dell'Orda. Con la benedizione di Thrall e la leggendaria lama di Anduin, Shalamayne, Varok combatte uno contro uno contro Sylvanas, venendo subito atterrato. Mentre si prepara a finirlo, Sylvanas decide di umiliare il vecchio soldato, sostenendo che ogni speranza morirà con lui. A quel punto Varok ribatte che, mentre ha distrutto molte cose, non ha mai distrutto la speranza e riesce a sferrarle un colpo, cosa che porta Sylvanas a confessare finalmente i suoi pensieri negativi sull'Orda e decidendo di uccidere il suo avversario con un'esplosione di magia oscura, infrangendo il codice d'onore del Mak'gora e perdendo la fiducia dei suoi soldati, costringendola a ritirarsi. Mentre a Orgrimmar si tiene un memoriale in onore di Faucisaure, Sylvanas si riunisce con i suoi restanti campioni lealisti al Pinnacolo dei Ventolesto e si prepara ad allearsi con Azshara e N'Zoth.
Visioni di N'Zoth
Mentre l'Alleanza e l'Orda si preparano entrambe all'invasione delle forze dell'Impero Nero di N'Zoth, acconsentono a un armistizio, portando ufficialmente a termine la loro guerra. Tyrande, tuttavia, rifiuta di essere soddisfatta della nuova situazione politica tra le due potenti fazioni fino alla morte di Sylvanas, il che preoccupa Anduin e Shandris. Nel frattempo, i leader dell'Orda acconsentono di mettere da parte il titolo di Capoguerra in favore di un consiglio costituito dai loro rappresentanti; inoltre, per il suo ruolo nell'iniziazione della guerra e per i suoi continui rapporti attraverso il mercato nero di Azerite, il Principe del Commercio Gallywix viene deposto ed espulso come Goblin Capo del Cartello degli Acqualorda e sostituito da Sparachiodi. Qualche tempo dopo il Principe Nero Irathion, figlio di Alamorte, arriva a Roccavento per offrire il suo aiuto, le sue conoscenze e il suo consiglio contro l'imminente minaccia delle forze dell'Impero Nero di N'Zoth. Nonostante la sua furia per il modo in cui Irathion iniziò la catena di eventi che portarono alla Terza Invasione della Legione Infuocata e successivamente alla morte di suo padre, Anduin decide di acconsentire. Irathion spiega che N'zoth, dopo essere stato liberato durante la battaglia contro Azshara, si è rifugiato nella sua città ultraterrena Ny'alotha e ora cerca di fonderla forzatamente con Azeroth per ricreare l'Impero Nero. Per fermarlo, Irathion propone di creare un mantello magico per i campioni dell'Orda e dell'Alleanza che consentirà loro di entrare a Ny'alotha e sconfiggere N'Zoth minimizzando i rischio di una corruzione mentale. Mentre i campioni dell'Alleanza e dell'Orda lavorano sia per completare il mantello sia per prepararsi alla battaglia finale, le forze di N'Zoth iniziano a invadere Azeroth concentrandosi principalmente su Uldum e Pandaria, dove sorgono due importanti strutture dei Titani contenenti dei generatori che alimentano la Sala del Cuore, cercando di manipolare e conquistare tutto ciò che possono portare sotto il controllo del loro padrone. Grazie al Mantello Leggendario creato con l'aiuto di Irathion, i campioni dell'Alleanza e dell'Orda riescono a penetrare all'interno di Ny'alotha, sconfiggendo i più potenti servitori di N'Zoth prima di affrontare lo stesso Dio Antico. Nonostante un'estenuante battaglia titanica, la corruzione di N'Zoth si dimostra troppo potente ed è sul punto di prendere il pieno controllo dei campioni. Tuttavia, quando tutto sembra essere perduto, il Cuore di Azeroth riesce ad attivare un antico sistema di difesa costruito dai Titani all'interno della Sala del Cuore che interviene e investe il Dio Antico con un fascio di pura luce, permettendo ai campioni di recuperare la sanità mentale e distruggere N'Zoth e Ny'alotha una volta per tutte. Mentre Azeroth ritorna in un periodo di relativa pace, presso la Rocca della Corona di Ghiaccio, Bolvar si rende conto che la battaglia finale contro Sylvanas è sempre più vicina, così inizia a reclutare una nuova generazione di Cavalieri della Morte per servire come sua avanguardia contro la Regina Banshee.

## Ambientazione
World of Warcraft è ambientato nell'universo di Warcraft, lo stesso universo immaginario fantasy degli altri titoli della serie Warcraft, alcuni anni dopo gli eventi raccontati nel precedente The Frozen Throne (espansione di Warcraft III).

### Geografia
L'universo immaginario di World of Warcraft è costituito da cinque continenti principali, i Regni Orientali, Kalimdor, Nordania, Pandaria e le Isole Disperse; tutti e cinque sono situati sul pianeta di Azeroth, separati da un vasto oceano con al centro il Maelstrom, il Grande Mare, e ad essi si aggiungono un buon numero di isole più o meno grandi. Via via che uscivano nuove patch ed espansioni, sono stati aggiunti nuovi territori (in primis gli ultimi tre continenti citati, aggiunti rispettivamente con Wrath of the Lich King, con Mists of Pandaria, e con Legion). Vi è poi il pianeta delle Terre Esterne (aggiunto in The Burning Crusade), nonché tutta una serie di Piani Elementali. Nell'espansione Legion sono state aggiunte le Isole Disperse, che si collocano tra i Regni Orientali e Nordania.
Le terre e i mari che costituiscono l'ambientazione di World of Warcraft sono molto estesi e richiedono diverse decine di ore di gioco solo per visitarli estensivamente. Vi si trovano i tipici elementi delle ambientazioni fantasy medievali come deserti, foreste, valli, praterie, villaggi, accampamenti e territori desolati.
Sulle isole e nei continenti i personaggi possono spostarsi liberamente a piedi (sul terreno) o a nuoto (nei laghi e nei fiumi). Un personaggio di livello 20 (livello 30 fino alla patch 3.2.0, livello 40 fino alla patch 2.4.3) può acquistare diversi tipi di cavalcature che gli permettono di muoversi più velocemente e, ad alti livelli di esperienza, cavalcature che gli permettono di volare.
Ogni razza offre un proprio tipo caratteristico di cavalcatura terrestre (ad esempio, il cavallo per gli umani, la saber per gli elfi della notte o il kodo per i tauren); fanno eccezione gli worgen dotati di modalità di corsa a quattro zampe che sostituisce la cavalcatura. Tali cavalcature possono essere comprate (dopo aver raggiunto un certo livello di reputazione) o acquisite in seguito ad un'offerta da parte delle fazioni, ottenuta sconfiggendo un nemico particolarmente forte in un'arena. Alcune classi, come druido, sciamano, stregone e paladino, offrono propri mezzi di movimento aggiuntivi, dotati di caratteristiche diverse. Ad esempio, i druidi sono in grado di trasformarsi in diverse creature (come l'orso, il gatto o il lunagufo) adatte al combattimento e altre pensate espressamente per facilitare gli spostamenti (è il caso del corvo, del ghepardo e della foca).
Nel corso del gioco possono essere acquisite molte altre cavalcature di svariate razze e tipologie, sia terrestri che volanti.
Ogni fazione ha dei luoghi di accesso privilegiati, i "punti di volo", che possono essere raggiunti tramite una cavalcatura volante controllata dal gioco e che segue un percorso prestabilito. Per poter utilizzare un punto di volo, però, esso deve essere stato visitato in precedenza dal proprio personaggio, che altrimenti è costretto ad usare i normali percorsi via terra. Esistono anche punti di volo neutrali, ovvero accessibili ai membri di entrambe le fazioni.
Alcuni luoghi non sono raggiungibili se non utilizzando mezzi di trasporto specifici: ad esempio, non è possibile attraversare a nuoto il mare che separa i vari continenti; bisogna infatti utilizzare una nave, uno zeppelin o qualche sistema di teletrasporto.

### Popoli e creature
Il mondo di World of Warcraft è abitato da una grande varietà di popoli, animali, creature magiche o mostruose. In alcuni casi si tratta dello stesso tipo di personaggi delle tipiche ambientazioni fantasy medievali e della mitologia nordica; sono tuttavia rappresentate anche numerose mitologie e tradizioni, oltre che invenzioni del tutto originali.
Ogni razza controlla determinate aree geografiche, all'interno delle quali si trovano una capitale e un certo numero di città minori e avamposti. In seguito all'espansione Battle for Azeroth, annunciata nel 2017, sono state introdotte numerose razze alleate giocabili, tra cui elfi del vuoto, nani ferroscuro, draenei forgialuce, meccagnomi e umani di Kul Tiran per l'Alleanza, mentre tauren di Alto Monte, troll Zandalari, nobili oscuri e orchi di Mag'har sono disponibili per l'Orda.
La scelta della razza del proprio personaggio influisce in modo determinante sulle possibilità di movimento e azione nel gioco. Ogni personaggio ha le caratteristiche razziali dell'area geografica controllata dalla propria razza, e in seguito passa la maggior parte del tempo nei territori della propria razza e degli alleati. Visitare le regioni controllate dalla fazione opposta è infatti molto più difficile, a causa dell'ostilità degli abitanti e alla mancanza di snodi per i trasporti offerti dalla propria fazione. Per questo motivo, riuscire a penetrare in determinati luoghi, come le capitali avversarie, è un'impresa che richiede normalmente la cooperazione di grandi gruppi di giocatori dotati di personaggi particolarmente potenti.
Oltre a quelle appartenenti all'Orda e all'Alleanza, il mondo di Azeroth è abitato da numerose altre razze; alcune sono neutrali, altre sono ostili a entrambe le fazioni o in guerra con l'una o con l'altra. Una delle fazioni più rilevanti per le dinamiche di gioco è quella dei goblin del Cartello Spargifumo (neutrali e non facenti parte dell'Orda, che invece include quelli del Cartello di Acqualorda), abili ingegneri che convivono e commerciano con entrambe le fazioni, oltre a gestire alcuni dei mezzi di trasporto principali di Azeroth. L'elenco delle altre razze presenti in Warcraft è molto lungo, e comprende creature ispirate non solo al fantasy classico, ma anche a numerose tradizioni mitologiche e folkloristiche: per esempio, si trovano in Azeroth draghi e demoni, ma anche centauri, arpie e non morti, naga, yeti e roc. Analogamente sono di varia ispirazione la fauna e la flora di Azeroth, che comprendono specie che riproducono in versione più o meno fantastica animali e piante del mondo reale (come coccodrilli a sei zampe, velociraptor, orchidee carnivore, ecc.) e altre che sono di pura fantasia.

#### Razze giocabili
Per creare un nuovo personaggio, come nei precedenti giochi di Warcraft, i giocatori devono scegliere tra le due fazioni rivali dell'Alleanza e dell'Orda; la razza Pandaren, aggiunta in Mists of Pandaria, non sceglie la fazione fino al completamento dell'area iniziale. Personaggi di fazioni opposte possono comunicare solo tramite "emote", mentre i membri della stessa fazione possono parlare, scriversi, fare gruppo e unirsi a gilde. Il giocatore per l'Alleanza può scegliere tra umani, nani, elfi della notte, gnomi, draenei e worgen; per l'Orda invece tra orchi, non morti o reietti, tauren, troll, elfi del sangue e goblin.
I giocatori devono inoltre scegliere la classe del proprio giocatore. Alcune classi sono limitate ad alcune razze.
| Classi                | Razze | Razze | Razze            | Razze | Razze         | Razze         | Razze          | Razze | Razze             | Razze  | Razze | Razze                 | Razze         | Razze          |
| --------------------- | ----- | ----- | ---------------- | ----- | ------------- | ------------- | -------------- | ----- | ----------------- | ------ | ----- | --------------------- | ------------- | -------------- |
| Classi                | Umani | Nani  | Elfi della notte | Gnomi | Draenei (TBC) | Worgen (CATA) | Pandaren (MOP) | Orchi | Non morti Reietti | Tauren | Troll | Elfi del sangue (TBC) | Goblin (CATA) | Pandaren (MOP) |
| Guerriero             | Si    | Si    | Si               | Si    |               |               |                | Si    | Si                | Si     | Si    |                       |               |                |
| Paladino              | Si    | Si    | No               | No    |               | No            | No             | No    | No                |        | No    |                       | No            | No             |
| Cacciatore            |       | Si    | Si               |       |               |               |                | Si    |                   | Si     | Si    |                       |               |                |
| Ladro                 | Si    | Si    | Si               | Si    | No            |               |                | Si    | Si                | No     | Si    |                       |               |                |
| Sacerdote             | Si    | Si    | Si               |       |               |               |                | No    | Si                |        | Si    |                       |               |                |
| Sciamano              | No    |       | No               | No    |               | No            |                | Si    | No                | Si     | Si    | No                    |               |                |
| Mago                  | Si    |       |                  | Si    |               |               |                |       | Si                | No     | Si    |                       |               |                |
| Stregone              | Si    |       | No               | Si    | No            |               | No             | Si    | Si                | No     |       |                       |               | No             |
| Monaco                |       |       |                  |       |               | No            |                |       |                   |        |       |                       | No            |                |
| Druido                | No    | No    | Si               | No    | No            |               | No             | No    | No                | Si     |       | No                    | No            | No             |
| Cacciatore di Demoni  |       |       |                  |       |               |               |                |       |                   |        |       |                       |               |                |
| Cavaliere della Morte |       |       |                  |       |               |               | No             |       |                   |        |       |                       |               | No             |

Legenda della tabella:
- disponibile dall'uscita del gioco di base;
- disponibile da World of Warcraft: The Burning Crusade;
- disponibile da World of Warcraft: Wrath of the Lich King;
- disponibile da World of Warcraft: Cataclysm;
- disponibile da World of Warcraft: Mists of Pandaria;
- disponibile da World of Warcraft: Legion;
- non disponibile.

## Struttura del gioco
Le dinamiche di gioco di World of Warcraft riprendono quelle tradizionali dei videogiochi di ruolo online. Il giocatore agisce nel mondo virtuale per mezzo di un avatar ("personaggi giocanti" o "PG"), interagendo con personaggi controllati dal computer (PNG), svolgendo una serie di missioni che gli vengono via via assegnate. Procedendo di missione in missione, progredisce nelle proprie capacità di combattimento e acquisisce nuovi oggetti che può utilizzare direttamente, commerciare con PNG o altri giocatori. Parallelamente, può acquisire capacità secondarie (per esempio imparare a creare pozioni magiche con le erbe, a forgiare armi e armature, a pescare, a cucinare e così via). Rispetto ai tradizionali MMORPG, in cui i giocatori sono costretti a molte ore di azioni ripetitive per progredire, in World of Warcraft il ritmo di gioco è molto più veloce, e le "perdite di tempo" (time sinks) tipiche di questo genere sono ridotte al minimo.
World of Warcraft utilizza diversi server chiamati "reami". I reami hanno caratteristiche diverse per far sì che il giocatore possa scegliere lo stile di gioco che più gli si addice (Normale, Player versus Player, Roleplaying, Roleplaying Player versus Player). Ogni utente può avere fino a 16 personaggi su ogni reame, fino ad un massimo di 50 personaggi per ogni account di gioco.

### Personaggi
Il personaggio ottiene dei punti, denominati comunemente EXP (Experience Points), ad ogni avventura completata, con l'uccisione delle creature nemiche nelle quali si imbatte o semplicemente esplorando territori sconosciuti. Scopo del personaggio è aumentare il proprio livello e la qualità del proprio equipaggiamento, al fine di confrontarsi in sfide sempre più difficili.
Il livello massimo raggiungibile con l'edizione Battle for Azeroth è il 120 (originariamente il 60, aumentato poi con le varie espansioni prima al 70 con The Burning Crusade, poi all'80 con Wrath of the Lich King, ancora all'85 con Cataclysm, al 90 con Mists of Pandaria, al 100 con Warlords of Draenor, al 110 con Legion, al 120 con Battle for Azeroth e a 60 con Shadowlands).
Ogni personaggio è caratterizzato da elementi tipici dei giochi di ruolo, principalmente le caratteristiche che ne determinano la quantità di punti ferita o la potenza d'attacco, e una classe che determina le abilità, i talenti, le magie o mosse speciali che il personaggio potrà sviluppare ed eseguire.

#### Classi
Ogni classe ha abilità differenti, un diverso stile di gioco, una diversa priorità nella scelta degli attributi e la possibilità di utilizzare o meno alcuni tipi di equipaggiamento. Ognuna possiede tipicamente 3 specializzazioni, categorizzati in uno dei tre macro-ruoli tipici del gioco di gruppo:
- Protettore (tank): sono specializzazioni capaci di sopportare grandi danni e concentrare su di sé l'attenzione dei nemici, in tal modo consentendo agli altri alleati di concentrarsi sui loro ruoli. Tutti i protettori sono specializzazioni da mischia.
- Guaritore (healer): posseggono magie di cura o di negazione del danno che usano per tenere in vita se stessi e gli alleati. Possono anche resuscitare i personaggi morti.
- Assaltatore (DPS): si specializzano nel l'infliggere ai nemici la maggior quantità di danni nel minor tempo possibile. Questo ruolo si divide in danneggiatori da mischia, che vengono in contatto fisico con il nemico, e da distanza, che usano armi da tiro o magie per colpire i nemici da lontano. Ogni classe possiede almeno una specializzazione di questo tipo.

### Istanze (instance)
Le istanze (instance) sono zone particolari dell'ambientazione di World of Warcraft in cui un giocatore può interagire solamente con un determinato gruppo di altri giocatori. In queste zone si trovano nemici molto difficili da sconfiggere, che possono per l'appunto essere vinti solo grazie alla cooperazione di più giocatori (si può essere in 5, 10, 25 o 40). La difficoltà di ciascuna istanza è tarata per gruppi di giocatori di un particolare intervallo di livelli. Ovviamente un personaggio di livello molto superiore a quello di una data istanza può affrontare quest'ultima da solo, ma i drop ottenuti dai nemici sconfitti saranno di molto inferiori all'equipaggiamento che normalmente viene utilizzato al suo livello.
Con l'espansione The Burning Crusade è stato introdotto il concetto di Instance Eroica (Heroic Instance), che si tratta di una variante di una instance da 5 giocatori già presente nel gioco, affrontabile al livello massimo dell'espansione a cui appartiene l'instance ma a difficoltà aumentata (generalmente con mostri più potenti e Boss aggiuntivi), poiché si possono ottenere in premio pezzi di equipaggiamento migliori rispetto alla versione normale dell'Instance, e inoltre si possono ottenere delle medaglie particolari (Badge) sconfiggendo i Boss, usate come moneta per comprare altri pezzi di equipaggiamento particolarmente potenti.
Con Wrath of the Lich King, insieme al continente di Nordania, sono state aggiunte molte altre instance, da 5 giocatori fino a 25, oltre che a molti nuovi campi di battaglia, zone del gioco in cui due gruppi (uno per fazione) si scontrano per un obiettivo.
Un altro tipo di instance sono le arene, introdotte con l'espansione The Burning Crusade, dove squadre di 2, 3 o 5 personaggi si scontrano con squadre di pari dimensioni.

## Espansioni

### World of Warcraft: The Burning Crusade
Il 16 gennaio 2007 è stata pubblicata la prima espansione di World of Warcraft, sottotitolata The Burning Crusade ("La Legione Infuocata"). Principalmente, le novità apportate non sono molte a livello di gameplay, seppure i raid siano stati ridotti da 40 giocatori a 25 facilitando il completamento di avventure epiche.

### World of Warcraft: Wrath of the Lich King
Wrath of The Lich King ("La furia del Re dei Lich") è la seconda espansione di World of Warcraft, pubblicata in contemporanea mondiale il 13 novembre 2008.

### World of Warcraft: Cataclysm
Cataclysm ("Il Cataclisma") è la terza espansione di World of Warcraft. È stata annunciata il 21 agosto 2009 dalla Blizzard, ed è stata pubblicata il 7 dicembre 2010. Dal punto di vista della trama questa espansione tratta il ritorno di Alamorte, personaggio presente nei videogiochi per l'ultima volta in Warcraft II: Beyond the Dark Portal. Il suo ritorno ha causato il devastante Cataclisma che ha sconvolto il mondo di Azeroth. Sono state vendute oltre 3,3 milioni di copie nelle prime 24 ore dal lancio; Cataclysm al 2010 era il titolo per PC più rapidamente venduto del mondo. Il videogioco è stato venduto, per un periodo limitato, anche nell'edizione da collezione con alcuni contenuti esclusivi.
Il 30 giugno 2010 la Blizzard ha annunciato l'apertura del beta test di Cataclysm. Gli inviti, a numero chiuso, sono stati spediti via e-mail ai giocatori.

### World of Warcraft: Mists of Pandaria
Mists of Pandaria ("Le nebbie di Pandaria") è la quarta espansione di World of Warcraft, pubblicata il 25 settembre 2012. Introduce la razza giocabile dei pandaren, la cui terra nativa è Pandaria, e la classe del monaco. Pandaria è totalmente esplorabile. Il livello massimo dei personaggi viene alzato, con questa espansione, a 90 e vengono aggiunti anche nuovi dungeons e raid oltre a due battlegrounds. Sono state introdotte anche nuove modifiche al Player Versus Player, con l'introduzione della potenza PVP e con l'introduzione di una base di Resilenza PVP pari al 65% per tutti i giocatori. Il gioco è acquistabile in versione digital download standard e in versione digital deluxe con alcuni prodotti aggiuntivi.
Questa ultima versione è stata implementata da varie Patch che hanno aggiunto al già ricco contenuto di gioco, instance come Il Regno Del Tuono e l'Assedio di Orgrimmar (quest'ultimo vede un raid che ha lo scopo di sconfiggere il re Garrosh, capoguerra ribelle dell'orda che sogna di distruggere il mondo di Azeroth).

### World of Warcraft: Warlords of Draenor
L'uscita della quinta espansione di World of Warcraft, Warlords of Draenor ("I signori della guerra di Draenor"), è stata annunciata all'annuale convegno della Blizzard, il "BlizzCon". Nell'espansione viene visitato, in una linea del tempo alternativa in cui la corruzione degli orchi non ha mai avuto luogo, il mondo di Draenor. Il livello massimo dei personaggi è inoltre alzato a 100.
Il 28 giugno 2014 è ufficialmente iniziato il beta test aperto a selezionati giocatori e reso disponibile ufficialmente il 13 novembre 2014.
Per la prima volta nel gioco i giocatori potranno costruire e personalizzare una loro base, chiamata Guarnigione, grazie alla quale potranno ottenere benefici utili. Draenor è stata, per un periodo, l'unica zona aggiuntiva in cui i giocatori non hanno potuto usare le cavalcature volanti una volta raggiunto il massimo livello. La possibilità è stata introdotta in una patch successiva in cui, diversamente dalle altre espansioni, è richiesto di completare una lunga serie di quest ed obiettivi per abilitare il volo. L'abilità di volo su Draenor è legata all'account, quindi si estende a tutti i personaggi di un singolo giocatore, anche se non hanno completato i requisiti per l'impresa "Ricognizione di Draenor"

### World of Warcraft: Legion
Il 30 agosto 2016 è stata resa disponibile una nuova espansione chiamata World of Warcraft: Legion ("La Legione"). È ambientata nella linea temporale standard e non nel passato come Warlords of Draenor e riguarda il ritorno del titano Sargeras e della Legione Infuocata. Tra le novità c'è una nuova classe eroica, il Cacciatore di Demoni (disponibile solo per Elfi della Notte e Elfi del Sangue), un nuovo continente, le Isole Disperse, le "Armi Artefatto", un sistema PVP rivoluzionario, nuovi Dungeon e Raid, un nuovo sistema di Dungeon Mitici con difficoltà basata su una chiave del potere e un nuovo sistema di quest giornaliere denominato missioni mondiali.
Il livello massimo è stato alzato a 110.
Con Legion si può, inoltre, giocare la combinazione di classe Gnomo Cacciatore, con la possibilità di addomesticare pet meccanici.
La Guarnigione, introdotta in Warlords of Draenor, non è stata riproposta ed è stata sostituita da una Enclave di Classe, un luogo d'incontro per ogni classe a cui potranno accedere i membri Orda e Alleanza.

### World of Warcraft: Battle for Azeroth
Il 13 agosto 2018 è stata resa giocabile la nuova espansione Battle for Azeroth ("La Battaglia di Azeroth") in cui, dopo la parentesi di Legion, riprende la lotta tra Orda ed Alleanza.
Dalla ferita inferta da Sargeras al pianeta Azeroth al termine della storia raccontata in Legion, l'espansione precedente, è emerso un nuovo elemento: l'azerite.
Per il controllo di questo nuovo elemento Orda e Alleanza si scontrano sui due nuovi continenti: Kul Tiras governata da Katherine Marefiero e Zandalar, l'ìsola di origine dei Troll zandalari.
Il livello massimo è stato alzato a 120.

### World of Warcraft: Shadowlands
Il 23 novembre 2020 è stata resa disponibile la nuova espansione Shadowlands (''Le Terretetre'').
Il livello nominale massimo è stato abbassato per la prima volta da 120 a 60.

### World of Warcraft: Dragonflight
Il 28 novembre 2022 è stata resa disponibile la nuova espansione Dragonflight ("Il Volo dei Draghi"), che segna il ritorno delle leggendarie Isole dei Draghi, patria ancestrale degli stormi draconici. Dopo il risveglio delle isole, gli stormi draconici chiedono aiuto a Orda e Alleanza per affrontare nuove minacce e riscoprire la loro antica eredità.
Con questa espansione è stata introdotta una nuova razza e classe combinata, l’Evocatore Dracthyr, nonché un sistema di volo dinamico basato sul dragonriding, che permette ai giocatori di librarsi tra i cieli con velocità e agilità mai viste prima.
Il livello massimo è stato portato a 70.

## Sviluppo
Inizialmente i manager Blizzard pensavano di distribuire gratuitamente il gioco e senza canone, finanziandosi mediante pubblicità online. Il piano venne modificato dato che lo si ritenne non in grado di sostenere i costi del progetto.
La Blizzard stimava un successo del videogioco nettamente inferiore, il progetto sarebbe stato un successo secondo la società se avesse venduto un milione di copie. Nel 2011 ne ha vendute 15 milioni.
Il 29 dicembre 2010 è stato annunciato che World of Warcraft era perfettamente giocabile tramite il sistema di riconoscimento gestuale di Kinect, la periferica Microsoft originariamente presentata per Xbox 360; un video in proposito è stato pubblicato su YouTube.. L'effetto viene ottenuto emulando, in tempo reale e senza alcun lag, i comandi da tastiera di WoW tramite i comandi gestuali di Kinect. Alla fine si è scoperto che tutto ciò era un pesce d'aprile della casa produttrice.

## Studi scientifici
Nel 2005 si diffuse un'epidemia mortale tra i personaggi del mondo virtuale, nota come incidente del Corrupted Blood: a causa di un errore di programmazione, una meccanica di gioco che simula una malattia trasmissibile per contatto, implementata per un incontro con un boss di alto livello, è fuoriuscita dal ristretto ambito per cui era stata pensata e si è diffusa tra i personaggi nel resto del mondo virtuale. Un gruppo di ricercatori delle Università di Boston e del New Jersey ha studiato le modalità di diffusione dell'epidemia. I comportamenti e gli spostamenti attuati per "proteggere" i propri personaggi simulerebbero verosimilmente il comportamento delle grandi masse allo scoppiare di un'epidemia. Lo studio è stato pubblicato sulla rivista The Lancet Infectious Diseases.
Un rapporto dei terapisti della svedese Youth Care Foundation indica World of Warcraft come "il più pericoloso gioco sul mercato". Un loro ricercatore ha portato ad esempio per la dipendenza causata da World of Warcraft il ricovero in ospedale di un giovane che aveva giocato ininterrottamente per 24 ore, trascurando le proprie necessità fisiologiche.

## Riconoscimenti
- Game of the Year (gioco dell'Anno) - GameSpot
- PC Game of the Year (gioco dell'anno per PC) - GameSpy
- Gioco del Mese - Voto 9 - GMC (Giochi per il mio computer)
- Gold Award - 93/100 - TGM (The Games Machine)
- Nel 2005 e 2006 è stato il gioco più venduto per personal computer mentre nel 2007 è stato il secondo gioco più venduto per computer. Il primo è stato l'espansione The Burning Crusade.[20]

## Opere derivate
Dal videogioco sono stati tratti due giochi da tavolo, World of Warcraft: The Board Game (2005) e World of Warcraft: The Adventure Game (2008), entrambi della Fantasy Flight Games.
Il gioco di carte collezionabili World of Warcraft Trading Card Game (2006) e il gioco di miniature World of Warcraft Miniatures Game (2008) sono stati entrambi prodotti dalla Upper Deck Entertainment e poi dalla Cryptozoic Entertainment.
Il fumetto di World of Warcraft è stato pubblicato dalla WildStorm a partire dal 2007.
La Blizzard ha pubblicato il videogioco di carte Hearthstone (2014), basato principalmente sulle classi di World of Warcraft.
Nell'ottavo episodio della decima stagione della serie animata South Park, intitolato Make Love, Not Warcraft, (in italiano Fate l'amore, non fate la guerra) i protagonisti vengono colti da dipendenza da World of Warcraft.